# Jesse Marsh
 (mai 2023).
Si vous disposez d'ouvrages ou d'articles de référence ou si vous connaissez des sites web de qualité traitant du thème abordé ici, merci de compléter l'article en donnant les références utiles à sa vérifiabilité et en les liant à la section « Notes et références ».
Ne pas confondre avec le joueur et entraineur de football Jesse Marsch.
Jesse Marsh (27 juillet 1907 – 28 avril 1966) était un dessinateur, illustrateur de comics et scénariste pour l'animation américain.
Il est principalement connu pour son travail de dessinateur de la bande dessinée Tarzan.

## Biographie
Au milieu des années 1940, il est embauché par le studio Disney comme scénariste pour des courts métrages, principalement ceux de Pluto.
En 1947, il quitte Disney pour rejoindre l'éditeur de comics Western Publishing pour lequel il travaille sur le premier comic book de Tarzan. Il poursuit la série chez Dell Comics dès janvier-février 1948 puis chez Gold Key Comics à partir de 1962.
Marsh a aussi travaillé pour les comics Gene Autry pendant plusieurs années.
En 1965, en raison de sa santé déclinante, il abandonne Tarzan à Russ Manning.

## Filmographie
- 1945 : Casanova canin
- 1946 : Le Petit Frère de Pluto
- 1946 : La Boîte à musique
- 1946 : Pluto au pays des tulipes
- 1946 : Pluto détective
- 1946 : Donald gardien de phare
- 1948 : Mélodie Cocktail
- 1948 : Johnny Pépin-de-Pomme
- 1954 : Petit Toot